# Melanobatrachus indicus
Melanobatrachus indicus је водоземац из реда жаба и фамилије Microhylidae. 

## Угроженост
Ова врста се сматра угроженом.

## Распрострањење
Само Индија.

## Популациони тренд
Популација ове врсте се смањује, судећи по расположивим подацима.

## Станиште
Станишта врсте су шуме и слатководна подручја.